# スカーフェイス (キン肉マンII世)
スカーフェイスは、ゆでたまごの漫画『キン肉マンII世』に登場する架空の人物。
アニメ版の声優は乃村健次。

## 主な特徴
初登場は「正義超人協会の重大会見!」。ヘラクレス・ファクトリー（以下H・F）二期生として登場したが、その正体はd・M・p（デーモンプラント）の生き残りで、組織再興のためにH・Fに潜入していた悪行超人「マルス」である。H・F入れ替え戦においてテリー・ザ・キッド、ジェイドを破るが、キン肉万太郎に敗北。その後は正義超人へと転身し、悪魔の種子編でアイドル超人として再登場を果たす。
新世代超人の中でもトップレベルの身体能力や技術に加え、博識かつ話術も巧みであり、相手のトラウマを突いた心理攻撃を得意とする。普段は力を抑えているが、額部分にある「狂乱の仮面（マッドネスマスク）」を目の位置に降ろすことで残虐性、凶暴性を最大限に引き出す“マッドネス”スカーフェイスに変貌し、数々の残虐殺法を繰り出して闘う。また、技への研究心が強く、キン肉バスターをアレンジした「アルティメット・スカー・バスター」など強力な技を編み出した。その圧倒的な強さに読者からは「初代、II世両作品合わせて3本の指に入る強さ」と高く評価されている。一方で、ジェットコースターに強がりながらも悲鳴を上げたりするなど、コミカルな部分もある。
当初はイタリアマフィア風の厳つい外見だったが、この姿はオーバーボディである。真の姿はドミノマスク状の仮面と足に3本の爪、背中にはツバメの尾状の翼を持ち、ハンサムボーイ、イケメンと形容される風貌。このイタリアマフィア風の姿も人気があり、ゆでたまごは当初、この外見のままにする案もあったとコメントしている。正体を現した際は読者から「なぜ変えたんだ」との声もあったという。また『週刊プレイボーイ』初登場時は現在と異なる姿だったが、単行本にて描き直されている。なお、スカーフェイスの名は、オーバーボディ時の顔にあった大きな傷跡（SCAR FACE）が由来。オーバーボディを脱ぎ、正体を現してからもこの名で通している。
『キン肉マンII世〜オール超人大進撃〜』では、本編での登場はなかったが、第1回キャラクター人気投票にて第3位にランク入りした。

## 略歴

### 悪行超人時代
マルスはバッファローマン、悪魔将軍といった過去の悪行超人の強さに憧れ、悪行超人を目指す。d・M・pでの特訓中では後に盟友となるケビンマスクの命を救っている。悪魔超人軍首領サンシャイン率いるナイトメアズが新世代正義超人に挑戦し敗れた後、d・M・pにて内乱が発生。マルスは爆発した本部から、奇跡的に生き延びる。

### H・F入れ替え戦
生き延びたマルスはオーバーボディで正体を隠し、スカーフェイスと名を変えH・Fに潜入する。元が悪行超人であったため、正義超人としての心構えなどの授業は全く聞かず居眠りしていたが、実技の授業では打って変わってクラスメイトを次々と重傷に追いやっていた。卒業試験ではジェシー・メイビアを破り、卒業。その後、自堕落な生活を送っていた万太郎たち一期生4人との入れ替え戦に出場することになる。
Aブロック2回戦にてテリー・ザ・キッドと対戦。スカーは組み合わせ抽選会にて「でくの坊」と嘲笑されたことを怒り、苛烈な攻撃を仕掛ける。そして戦いの中、オーバーボディを脱ぎ真の姿を現す。スカーはキッドの技を次々と破った上、彼が「テキサスの暴れ馬」の異名を名乗ることを非難。コンプレックスを突き、戦意を失ったキッドを「アルティメット・スカー・バスター」で倒す。その後もキッドを執拗に攻撃するが、同じ二期生であるジェイドに止められる。原作ではキッドとの試合直前、スカーフェイスを「BOSS（ボス）」と呼ぶ、マフィア姿の2人組が爪を磨いていた。
準決勝では勝ち上がってきたジェイドと対戦。彼の師であるブロッケンJr.が苦手とするコンクリートリングで対戦し、ブロッケンをセコンドとして働けなくする。ブロッケンが立ち直った後は、ジェイドの育ての親を殺した張本人がブロッケンであると信じ込ませ、信頼関係を分断。狂乱の仮面により残虐性を開放させ、ジェイドの右腕を捻じ切る（アニメではへし折る）。
決勝前夜ではケビンマスクに正体を明かすよう詰め寄られるが、スカーは過去に命を救った恩を引き合いに出し事なきを得る。また、アニメでは、決勝戦前に万太郎の前に現れ、その場にいたセイウチンとガゼルマンを万太郎の応援に行けないように負傷させた。
決勝戦では万太郎のキン肉バスターを破った後、ケビンの口から悪行超人であることが発覚する。それでも、スカーが二期生であることは変わらず、試合は続行され、立ち上がってくる万太郎に対し、スカーはd・M・p再興と仲間たちの恨みを晴らすために波状攻撃をしかけ、スカー・バスターで止めを刺そうとするが、d・M・p時代の特訓中についたスカーの古傷が露呈したことで万太郎に新必殺技のヒントを与えてしまう。スカー・バスターを利用して引き千切った鉄柱でスカー・バスターを破られ、最後は万太郎の新技「マッスル・ミレニアム」を受けて敗退するが、敗れながらも熱い戦いに満足したスカーは、「もっと戦いたいぜ」と言い残して搬送された。
アニメオリジナル編である最凶悪行超人編では、万太郎対バロン・マクシミリアン戦を自室から観戦していた。

### アイドル超人軍として
悪魔の種子編では万太郎の危機を救うため、ケビンマスク、ハンゾウ、イリューヒン、バリアフリーマンとアイドル超人軍を結成。ジェネラル・パラストのゲートバリヤーを通過しデーモンシードに痛めつけられる万太郎を救い、ケビンとB（ブラッド）-エボリューションズを結成し、巌流島の「ジェネラル・リブ」にてザ・デモリッションズ（ボルトマン、再生アシュラマン）と対戦。
闘いの終盤、アシュラマンをアルティメット・スカー・バスターに捕らえるが、アシュラマンはジェネラル・リブにぶら下がって落下を阻止。さらに頭を抜かれて体勢を逆転され、アルティメット・阿修羅バスターを受けて瀕死のダメージを負う。最後はアシュラマンとボルトマンのツープラトン「地獄のコンビネーションΩ」によって惨殺される。死の間際、ケビンに万太郎とコンビを組むことを託した。
その後、魔の胎内（デーモンウゥーム）にて正義超人の骸で出来た大黒柱骨の一部にされていた。スカーは柱骨を昇るケビンを上へと投げる。
デモリッションズ敗北後、胎内に降り注いだリボーンダイアモンドで復活する。上記の功績が認められ、宇宙超人大顕彰特別優秀選手賞を受賞した。

### 究極の超人タッグ編
時間超人の引き起こしたタイムパラドックスにより、ケビンマスクが消滅の危機を迎える。スカーは「死ぬ前に少しでも善い行いをする」ことを理由に「タイムワープの8超人」に志願し、20世紀への旅に参加。時空船建造の際は東京ジャンボサイトの三角錐部分奪回のリーダーに選ばれている。
時間超人への妨害が半端に終わった後、20世紀ミートから時間超人の目的がトロフィー球根であることを聞き、自身もトロフィー球根を狙い、ジェイドとスーパー・トリニティーズを結成。
1回戦のヘル・イクスパンションズ（ネプチューンマン、セイウチン）戦では、先に行われた時間超人の歴史改変により弱体化したジェイドを見捨て、胸の内を暴露し大暴れするが苦戦。しかし、自らを庇い孤軍奮闘するジェイドの友情により心を取り戻す。その後ジェイドをヘル・イクスパンションズの「オプティカル・ファイバー・クロスボンバー」から庇い、顔の皮を剥がされてしまう。1回戦での入場の際は前述のオーバーボディだったが、当初は万太郎との闘いで使用した巨大マントを着用していた。
2回戦のヘルズベアーズ対ヘル・イクスパンションズにおいては、同じく顔を剥がされたチェック・メイト、イリューヒン、バリアフリーマンと共にセイウチンの前に現れ、彼を説得し正義超人に戻すことに成功する。
その後、準決勝第1試合にてジェイドと共に万太郎たちの応援に駆けつける。顔に包帯を巻いた状態だったが、万太郎のタッグパートナーであるカオス・アヴェニールの遺体の埋葬後、彼の残した「ピラリアの花」の花粉により傷が完治する。万太郎のマッスル・スパークの特訓に付き合い、スパーリングで「強くなったな」と評した。
自身を「元d・M・pの悪魔超人」と名乗っていたが、悪魔超人軍に在籍していた描写はなかった。
第1回キャラクター人気投票では第6位、第3回キャラクター人気投票では第6位、第4回キャラクター人気投票では第5位にランク入りしていた。

### 主要対戦成績
- シングルマッチ
  - ○ジェシー・メイビア（不明）
  - ○テリー・ザ・キッド（アルティメット・スカー・バスター）
  - ○ジェイド（アルティメット・スカー・バスター）
  - ×キン肉万太郎（マッスル・ミレニアム）
- タッグマッチ
  - ×ザ・デモリッションズ（再生アシュラマン / ボルトマン、地獄のコンビネーションΩ）
  - ×ヘル・イクスパンションズ（ネプチューンマン / セイウチン、オプティカル・ファイバー・クロスボンバー）

## 得意技

### シングル技
アルティメット・スカー・バスター
キン肉バスターの改良型で、スカーフェイスを代表する必殺技。キン肉バスターの体勢から、跳ね上げた自分の両脚で相手の首を三角絞めに捉えた状態で落下する。これにより脱出を困難にし威力も向上させている。父譲りのキン肉バスターを使いこなす万太郎をして「バスター中のバスター」と評された。上昇力も凄まじく、万太郎が掴んだ鉄柱も引き千切った。
スワロウ・テール
ツバメの尾に似た背中の翼が鋭利な刃物のように変化する。相手を刺したり切り裂く他、地面を掘ったり相手の技から脱出する際に使ったりと多彩に活用される。
ヘルリバープランジ
腕に掴みかかってきた相手を、ペンデュラム・バックブリーカーの要領で思い切り自分の膝に叩きつける。
セオリー無視のラフファイトを信条としていた、オーバーボディ時代の技。
バッファロー・ブランディング（猛牛の焼印押し）
カーフ・ブランディング（仔牛の焼印押し）の改良技。オリジナルとは違い、背後から相手の両腕を交差させて捕らえ、さらに自分の両膝を相手の後頭部に乗せて地面に叩きつける。仔牛どころか巨大牛も倒せるとしてこの名をつけている。
スピニング・ダブル・トゥホールド
スピニング・トゥホールドの改良技。オリジナルとは違い、腕を使わず両脚で相手の両脚を挟みこみ同時に痛めつける。
大人のジャーマン（開脚スープレックス）
投げっ放しジャーマン・スープレックスで投げると同時に相手の両足首を取り、さらに体重をかけてマットに激突させる。ジェイドのジャーマン・スープレックスを「子供だまし」と称し、この技を使用した。
ヘル・イクスパンションズ戦で使用した際、アナウンサーは「開脚スープレックス」と呼称していた。
リバースビーフケーク・ハマー
ジェイドのビーフケーク・ハマーへの返し技。自分の両腕を交差させた状態で、背後にいる相手の両腕を掴み、そのまま前方に投げ落とし脳天をマットに叩きつける。
デンジャラス・ジャーマンスープレックス
コーナーポストから場外の鉄柱めがけて雪崩式ジャーマン・スープレックスを繰り出し、相手の頭部を激突させる。
ロイヤル・ストレッチ
本来はケビンマスクの得意技。相手とロープを隔てて逆さまの状態となり、相手の脚を逆エビ固めに捕らえ、さらに自分の両脚を相手の脇の下に通して、身体を反らせて締め上げる関節技。
アカプルコロール
相手をリバース・ロメロスペシャルに捕らえた状態から飛び上がり、相手の脳天をコーナーの鉄柱に激突させる。

### タッグ技
戦術（ストラテジー）
B-エボリューションズのツープラトンの総称。
戦術-B（サドンインパクト）
相手を持ち上げて、水平状態にして相手の首をロープに当て固定。ケビンがスカーの頭を飛び箱に見立てて飛び上がり、相手の背中に勢い良くのしかかる。
戦術-C
相手の両脚にタックルして、そのままフロント・スープレックス気味に後方目掛けて投げ、同時にケビンが前方のロープに跳ね返り反動を付けて、相手の首を鎧のトゲで捕らえ、スタナーの体勢で落とす。
戦術-D
ケビンが後ろ向きに相手の首を捕らえたままコーナーポストをかけ上り、コーナー最上段より体を反転させながら落下。同時にスカーがロープをかけ上がり、無防備な相手のボディにスワロウ・テールを突き刺す。
戦術-F
ケビンが相手の顔面目掛けてパンチを狙い、同時にスカーが相手の後頭部に延髄斬りを狙う。
戦術-G
ケビンが相手の両脚にタックルしてそのまま相手を持ち上げてコーナーポスト上段から、体を反転させて落下。同時にスカーが飛び上がり、相手をブレーンバスターの体勢で捕らえてキャンバスに落とす。
レッド・レイン・テイル
スーパートリニティーズとして究極の超人タッグの開始前に編み出したツープラトン。スワロウ・テールに、ジェイドの「ベルリンの赤い雨」の炎を点火し目標を切り裂く。試合ではベルリンの赤い雨が使用不能になったため、それに代わる「ブロッケンの帰還」で着火した。

## プロフィール
- 本名 - マルス
- 分類 - 悪行超人（悪魔超人[11]）→アイドル超人
- 出身地 -  イタリア[12]
- 身長体重 - オーバーボディ時204cm 167kg[13]→200cm 137kg[14]
- 超人強度 - 138万パワー[12]
- 好物 - 生しぼりジュース[4]

### 異名
- 新“暴れ馬”[14]
- 新“ベルリンの緑の矢”[15]
- 蒼白き脳細胞[16]
- ツバメ野郎[17]
- ガチンコファイトの達人[18]
- 傷跡が刻む狂乱ビート[18]

### 主な肩書き
- ヘラクレス・ファクトリー 第2期生 認識番号94
- ジェネレーション-EX（エクセレント）
- アイドル超人軍リーダー
- タイムワープの8超人[19]

### 個人タイトル歴
- d.M.p内部試合5連覇[20]
- 宇宙ゲージマッチ優勝[20]
- 新世代超人入れ替え戦準優勝[20]

## テーマソング
Bible evil
歌 - 乃村健次（スカーフェイス） / 作詞 - 山田ひろし / 作曲・編曲 - 渡部チェル

## コンピュータゲーム
『キン肉マンII世』の最初のゲーム化作品である『キン肉マンII世 ドリームタッグマッチ』では、14体のプレイヤーキャラクターの一人としてスカーフェイスが登場している。ストーリーモードではボスキャラクターとして登場し、能力も高い。
『キン肉マン ジェネレーションズ』では、タッグチームを組むキャラクターによっては特定のチーム名が付けられる。以下にそれを示す。
- B-エボリューションズ - ケビンマスク
- ジェネレーションEx - ジェイド
- ボルテージ・スクワッド - バッファローマン
- デンジャラス・バスターズ - キン肉万太郎
- はぐれd・M・pコンビ - チェック・メイト、ヒカルド

B-エボリューションズ、ジェネレーションEx以外はゲーム独自の名称である。
『キン肉マンII世 新世代超人VS伝説超人』のストーリーモードでは、d・M・p発展の野望を抱き、過去の時代へタイムスリップ。新旧世代の正義超人を倒し、野望を達成するために戦う。
『キン肉マンII世 超人聖戦史』では主人公が悪行超人になっていれば仲間にできる。また、特定の条件を満たせば弟子入りすることも可能。「デンジャラス・ジャーマン・スープレックス」を習得できる。
『キン肉マン マッスルグランプリ』シリーズでは、スカーフェイスの2Pカラー（同じキャラクター同士で対戦するための「色違い」キャラクター）としてオーバーボディ版が登場する。